# Argyrocheila inundifera
Argyrocheila inundifera är en fjärilsart som beskrevs av Hawker-smith 1933. Argyrocheila inundifera ingår i släktet Argyrocheila och familjen juvelvingar. Inga underarter finns listade i Catalogue of Life.